# جانی بلیندا (فیلم ۱۹۴۸)
جانی بلیندا (به انگلیسی: Johnny Belinda) فیلمی ۱۰۲ دقیقه‌ای به کارگردانی ژان نگولسکو با بازی جین وایمن است.